# 查馬河 (委內瑞拉)

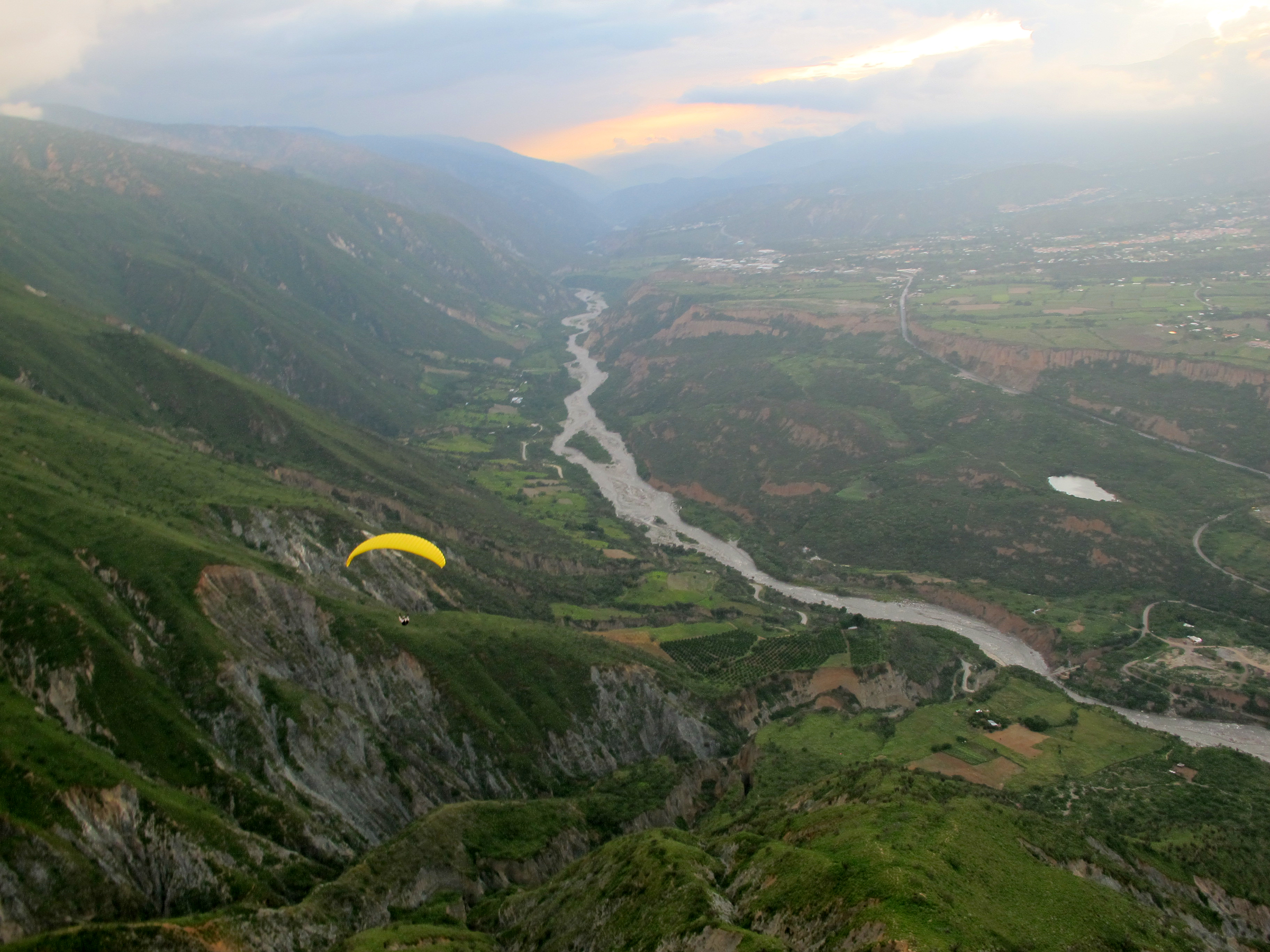
查馬河

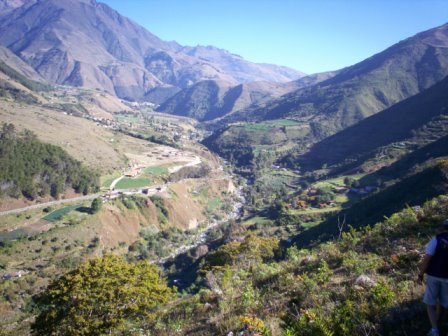
查馬河上游

查馬河（西班牙語：Río Chama）是委內瑞拉的河流，位於該國西部，由梅里達州負責管轄，河道全長180公里，流域面積3,517平方公里，最終注入馬拉開波湖，平均流量每秒458立方米。